# Gembun-Itchi
Gembun-Itchi (jap. 言文一致, „Vereinheitlichung von Umgangs- und Schriftsprache“) war eine Reformbewegung der Meiji- und Taishō-Zeit, welche es zum Ziel hatte, die bis dahin verwendete japanische Schriftsprache (文語, bungo) in der Literatur abzulösen und durch die zeitgenössische Umgangssprache (口語, kōgo) zu ersetzen. Die Bezeichnung Gembun-Itchi wurde erstmals von Mozume Takami (1847–1928) als Titel einer Schrift von 1886 verwendet.  

## Überblick
Die japanische Sprache war seit der Heian-Zeit durch die Übernahme der chinesischen Schrift bestimmt von zwei unterschiedlichen Sprachstilen, die im allgemeinen Unterschied zwischen gesprochener (音声言語, onsei gengo) und geschriebener Sprache (文字言語, moji gengo) zum Ausdruck kam. Die japanische Schriftsprache, Bungo, war maßgeblich vom Chinesischen geprägt. Neben dem rein chinesischen Schriftstil Kanbun, entwickelte sich insbesondere durch die höfische Dichtung der Frauen und die Entwicklung der Kana ein japanischer Schriftstil, Wabun (和文), der neben dem Kanbun Verwendung fand. Zwei besondere Formen des Schriftstils, die aus den beiden genannten resultierten waren der Senmyōtai (宣命体), ein abstrakter Schriftstil für kaiserliche Erlasse, und der Wakan konkō bun(tai) (和漢混交文(体)/和漢混淆文(体)), ein Mischstil aus Kanbun und Wabun. 
In der Umgangssprache, die im Verhältnis zur Schriftsprache geringer geschätzt wurde, hatten sich in der Edo-Zeit zwei Zentren herausgebildet, deren Sprachformen miteinander konkurrierten. Dabei handelte es sich zum einen um das Kamigata-Gebiet, in dessen Mittelpunkt die Dialekte der Großstädte Ōsaka und Kyōto standen und zum anderen der Dialekt der Hauptstadtregion Tōkyō. 1886 plädierte Mozume Takami in seiner Schrift „Gembun-Itchi“, die im umgangssprachlichen Stil geschrieben war, für eine Stärkung der gesprochenen Sprache. Zur gleichen Zeit verwendete man in Ämtern, in der Presse und der Wissenschaft der Meiji-Zeit einen „Normalstil“ (普通文), eine insofern standardisierte Sino-japanische Mischsprache, als sie vergleichbar der Umsetzung eines chinesischen Textes ins Japanische mittels kakikudashibun (書き下し文) reguliert war. 
Mit dem Beginn der Meiji-Restauration und der Übernahme westlichen Wissens erkannten japanische Politiker und Intellektuelle rasch, dass der vom Chinesischen geprägte Schriftstil ungeeignet war, um dem neuen Wissen Ausdruck zu verleihen, und zu sperrig, um das Wissen schnell zu verbreiten. Nahezu das gesamte westliche Wissenschaftsvokabular, unzählige Wörter, für die es keine lexikalische 1:1-Relation im Japanischen gab, mussten im Zuge der Modernisierung Japans als Neologismen neu geschaffen und erfunden werden. Wenngleich die Umgangssprache hierzu geeignet schien, so war sie doch ebenso wenig standardisiert und vereinheitlicht, um schlicht als Ersatz für die Schriftsprache herzuhalten. In dieser Situation entwickelten sich erste Bestrebungen zu einer Loslösung von der Schriftsprache Bungo hin zu einer Vereinfachung und einer Angleichung an die Umgangssprache im Umfeld der Meirokusha, einem einflussreichen Zusammenschluss von Intellektuellen, die 1874 gegründet worden war.  
Ihre Mitglieder, darunter insbesondere Maejima Hisoka, Nishi Amane, Katō Hiroyuki, Shimizu Usaburō und Ueki Emori, stellten im Streben nach Sprachreformen  und einem höheren praktischen Nutzen der Sprache zunächst Überlegungen zur Vereinfachung der Schrift an. Nishi und Maejima etwa schlugen vor die Kanji abzuschaffen und Japanische nur noch mit Kana oder gar gleich nur noch mit Rōmaji (lateinischen Buchstaben) zu schreiben (漢字御廃止之議 kanji onhaishi no gi). Sakaya Rōro sprach sich für die Verwendung einer internationalen Hilfssprache aus, Mori Arinori plädierte gar dafür Japanisch gänzlich durch die englische Sprache zu ersetzen. Die praktische Umsetzung solcher Vorschläge führte zudem zu ersten sprachverändernden Gehversuchen, wie dem Da-dearu-Stil am Satzende, der im heutigen Gegenwartsjapanisch etabliert ist. Ueki verwendete erstmals den Desu-masu-Stil. 
Zur Jahrhundertwende dann, 1900, wurde offiziell die „Gesellschaft zur Vereinheitlichung von Umgangs- und Schriftsprache“ (言文一致会) gegründet. Die Überlegungen aus dem Umkreis der Meirokusha fielen auch in der japanischen Literatur, in der der Naturalismus seinen Siegeszug antrat, auf fruchtbaren Boden. Die Umgangssprache diente hier Futabatei Shimei, Yamada Bimyō und Ozaki Kōyō als adäquates Mittel einer realistischen Darstellung. Auf dem Felde der Literatur spricht man in diesem Zusammenhang auch von der „Bewegung zur Vereinheitlichung von Umgangs- und Schriftsprache“ (言文一致運動).
1902 dann wurde auf Betreiben des Sprachwissenschaftlers Ueda Kazutoshi (1867–1937), dem ersten Japaner, der in Deutschland Linguistik studiert hatte, vom Kultusministerium eine „Kommission zur Untersuchung der Landessprache“ (国語調査委員会, kokugo chōsa iinkai) eingesetzt, die sich bis 1913 bemühte Lösungsvorschläge zu unterbreiten. Ihr folgte 1921  eine weitere „Außerordentliche Kommission zur Untersuchung der Landessprache“ (臨時国語調査会, rinji kokugo chōsakai), die bereits Vorarbeiten für die zum allgemeinen Gebrauch bestimmten Tōyō- und den daraus hervorgehenden Jōyō-Kanji (常用漢字表) leistete. 1923, im Jahr des Kantō-Erdbebens entschließen sich die großen Zeitschriftenverlage in Osaka und Tōkyō die Anzahl der verwendeten Kanji zu beschränken. Die ursprünglichen Bestrebungen um eine Vereinheitlichung der Schrift- und Umgangssprache wandelten sich zu umfassenden Reformbestrebungen, die durch den „Untersuchungsausschuss für die Landessprache“ (国語審議会, kokugo shingikai), durch den 1934 die Arbeit der „Außerordentlichen Kommission“ reorganisiert worden war, fortgesetzt wurde. Dieser Ausschuss bereitete die Grundlagen vor für die Umsetzung reformpolitischer Maßnahmen, die nach dem Zweiten Weltkrieg 1946 in einer weitreichenden Schriftreform umgesetzt wurden. Damit war eine Standardisierung der japanischen Gemeinsprache (標準語, hyōjungo) erreicht. Als umgangssprachliche Basis setzte sich das Idiom Tōkyōs gegen das des Kamigata-Gebiets durch. Die Reform hatte vielfältige Auswirkungen auf Aussprache, Akzent, Grammatik, Höflichkeitssprache und den Wortschatz der japanischen Sprache. 
Bis heute werden Sprachreformen im Bemühen um die japanische Verkehrssprache (共通語, kyōtsūgo) fortgesetzt und seit 1948 vom „National Institute for Japanese Language and Linguistics“ (国立国語研究所, kokuritsu kokugo kenkyūjo) im engen Kontakt mit dem Sprachreferat des Kultusministerium wissenschaftlich erarbeitet.